# Padma Choling
| Tibetische Bezeichnung                           |
| ------------------------------------------------ |
| Tibetische Schrift: པདྨ་འཕྲིན་ལས་                   |
| Wylie-Transliteration: padma 'phrin las          |
| Offizielle Transkription der VRCh: Baima Chinlai |
| Andere Schreibweisen: Pema Thinley               |
| Chinesische Bezeichnung                          |
| Vereinfacht: 白玛赤林                            |
| Pinyin:Báimǎ Chìlín                              |

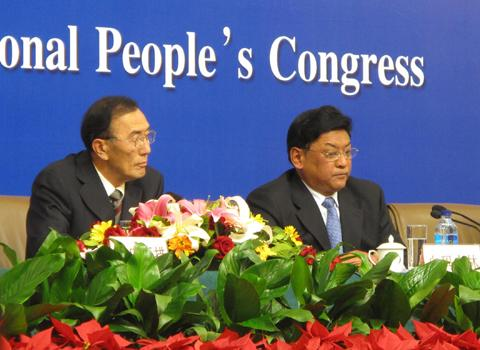
Vorgänger Qamba Püncog (links) und Padma Choling (rechts)

Padma Choling (geb. Oktober 1951 in Dêngqên, Qamdo) war vom 15. Januar 2010 bis zum 29. Januar 2013 der 8. Vorsitzende der Regierung des Autonomen Gebiets Tibet der Volksrepublik China. Daneben bekleidet er viele weitere Ämter. Er ist seit Oktober 1970 Mitglied der Kommunistischen Partei Chinas. Er diente siebzehn Jahre in der Volksbefreiungsarmee.